# Collado de la Gallina
O Collado de la Gallina (em catalão:  "Coll de la Gallina") é um passo de montanha dos Pirenéus, na Andorra. Atinge uma altura de 1 907 msnm e encontra-se localizado na paróquia de Sant Julià de Lòria. Dá acesso ao Santuário de Canólich, e tem sido final de etapa em várias edições da Volta Ciclista a Espanha.
É um passo fronteiriço entre Andorra e Espanha, atingindo a província de Lérida através de Fontaneda.

## Características
O Collado de la Gallina (1907 msnm) tem duas vertentes desde Sant Julià de Lòria (903 msnm): a norte através de Bixessarri e a sul por Fontaneda.
A vertente norte inicia-se desde Aixovall (923 msnm), onde se toma a estrada com direcção a Bixessarri (1160 msnm), e desde aí para o Santuário de Canólich (1635 msnm). O desnível total por esta cara é de 975 m. com 11,8 km de longitude. A pendente média é de 8,2%, ainda que atinge umas máximas em torno do 18-20%.
Em 2015 se asfaltou o trecho que unia a cume com a localidade de Fontaneda, abrindo um novo passo para os ciclistas que frequentam a zona. Partindo de Sant Julià, atravessa-se o Coll de Jou (1150 msnm) para ligar na ascensão até Fontaneda (1307 msnm), começando os trechos mais duros nada mais passar a Borda del Gastó, que chegam a atingir os 18% de desnível. Esta vertente tem um comprimento de 12 km e uma pendente média de 8,5%. O desnível que salva é de 1019 m.
A estrada serpenteia entre alguns bosques de freichos (Fraxinus excelsior), azinheiras (Quercus rotundifolia) e carvalhos (Quercus pubescens). Também se podem encontrar alguns ladoeiros (Celtis australis) e nogueiras (Juglans regia).

## Volta a Espanha

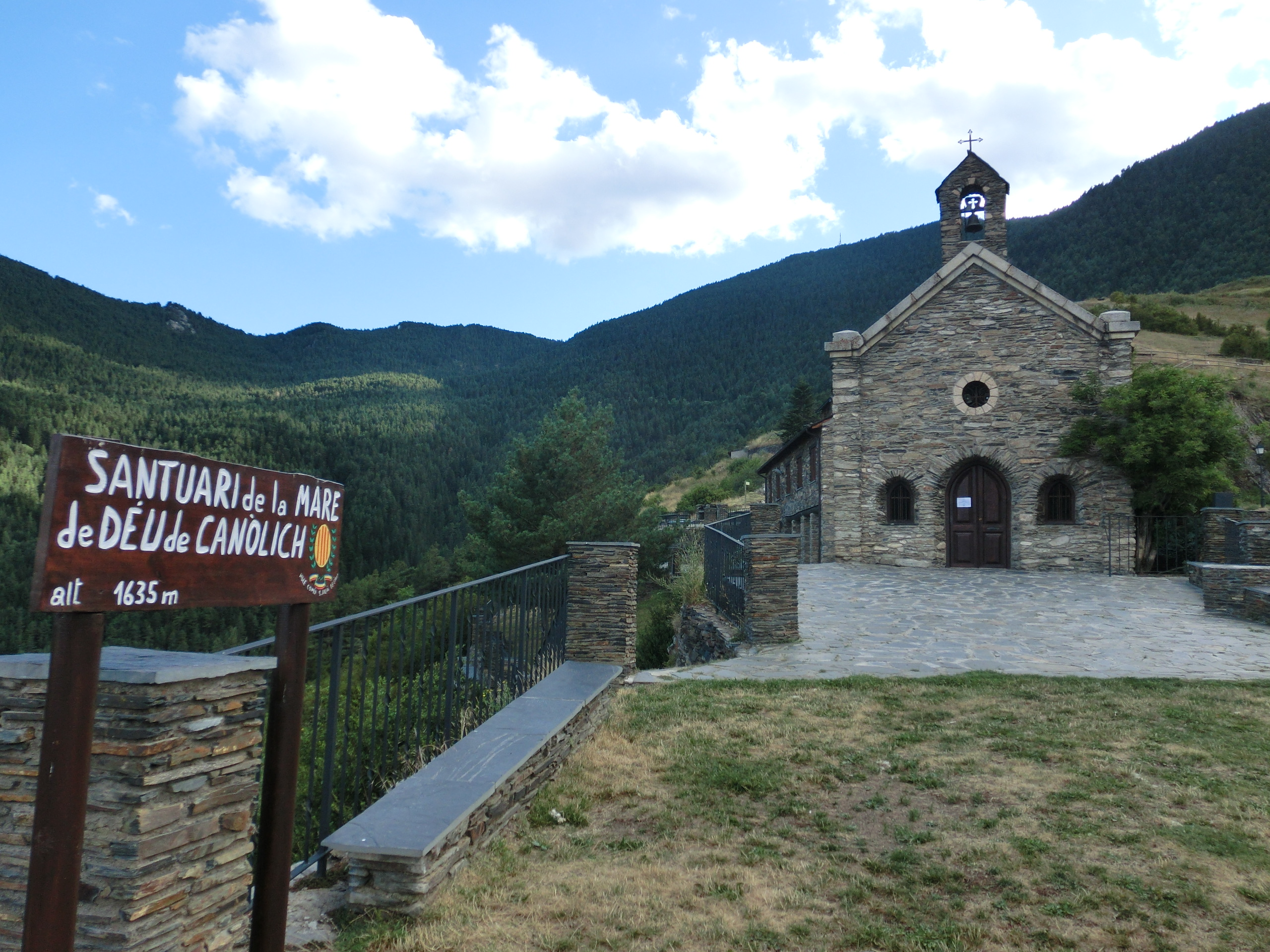
Santuário de Canólich, perto do cume do collado.

A Volta Ciclista a Espanha tem visitado em várias ocasiões o collado, sendo final de etapa nas seguintes ocasiões:
| Edição | Ganhador           | Líder             |
| ------ | ------------------ | ----------------- |
| 2012   | Alejandro Valverde | Joaquim Rodríguez |
| 2013   | Daniele Ratto      | Vincenzo Nibali   |
| 2018   | Enric Mas          | Simon Yates       |